# Hofstetten (Pommelsbrunn)
Hofstetten ist ein zu Pommelsbrunn gehörender kleiner Ort, der auf einer Hochfläche der Mittleren Frankenalb liegt.

## Lage
Das Dorf ist ein Gemeindeteil der Gemeinde Pommelsbrunn im Landkreis Nürnberger Land (Mittelfranken, Bayern) und liegt in der Gemarkung Heldmannsberg. Hofstetten liegt südöstlich von Hersbruck an der Grenze zwischen Mittelfranken und der Oberpfalz. Zu den nächstgelegenen Ortschaften gehören Wüllersdorf und Heldmannsberg.

## Geschichte
Hofstetten entstand im Zeitraum zwischen dem 10. und dem 13. Jahrhundert im Zusammenhang mit Landausbau und Kolonisation von Grenzertragsböden. Der Name leitet sich vermutlich von dem mittelhochdeutschen „hovestat“ ab und meint einen Ort, wo ein Hof mit den dazugehörigen Gebäuden stehen konnte. Erstmals urkundlich erwähnt wird der Weiler im Bayerischen Salbuch von etwa 1275. Dort werden drei Huben (Halbhöfe) in „Hofsteten“ genannt. Dann erscheint Hofstetten wieder im Urbar der Propstei Hersbruck des Klosters Bergen bei Neuburg an der Donau von etwa 1300, ferner im Salbüchlein Kaiser Karls IV. von 1366 als „Höfsteten“. Genaueres über die Hofstettener Besitzverhältnisse verrät das „Salbuch der Frauen von Berg(en) vber die zinß vnd gült der Brobstey bey Herspruck Ao 1529“. So werden erwähnt Hanß fuchs, Hanß weber, Clara müllerin und Niepaur mit den von ihnen zu leistenden Abgaben. 1564 wurde ein Hirtenhaus gebaut. Eine Besonderheit war die politische Grenze zwischen dem zur Reichsstadt Nürnberg gehörenden Pflegamt Hersbruck und dem Landrichteramt Sulzbach, die mitten durch Hofstetten gezogen worden war. Diese Regelung ging zurück auf den Landshuter Erbfolgekrieg von 1504/05, bei dem die Reichsstadt östlich von Nürnberg gelegene Gebiete dazugewonnen hatte. Infolgedessen gehörte der Ort für drei Jahrhunderte zum Landgebiet der Reichsstadt. Verwaltet wurde er in dieser Zeit vom Hersbrucker Pflegamt, das sowohl die Hochgerichtsbarkeit, als auch die Dorf- und Gemeindeherrschaft über den Ort ausübte. Die durch die Folgen des Landshuter Erbfolgekrieg gezogene Grenze hat Paul Pfinzing 1596 auf seiner Karte vom Amt Hersbruck ziemlich genau festgehalten. Die Trennung bewirkte, dass zum Beispiel 1730 die Kinder teils in Thalheim, teils in Fürnried zur Schule gingen. Um 1800 gab es in Hofstetten drei Anwesen und neun Einwohner. Die hohe Gerichtsbarkeit lag beim Nürnberger Pflegamt Hersbruck, die zuständige (protestantische) Pfarrei lag in Alfeld mit Filialkirche in Fürnried. Im Jahr 1806 fiel Hofstetten zusammen mit der Reichsstadt Nürnberg an das Königreich Bayern. Danach wurde es mit seinen Ortsfluren der Ruralgemeinde Sulzbach zugewiesen, bei der Gebietsreform in Bayern in den 1970er Jahren kam es zunächst zur Gemeinde Hartmannshof und danach zur Gemeinde Pommelsbrunn.
Momentan gibt es in Hofstetten neun Anwesen, ferner fünf Wochenendhäuser.

## Baudenkmäler

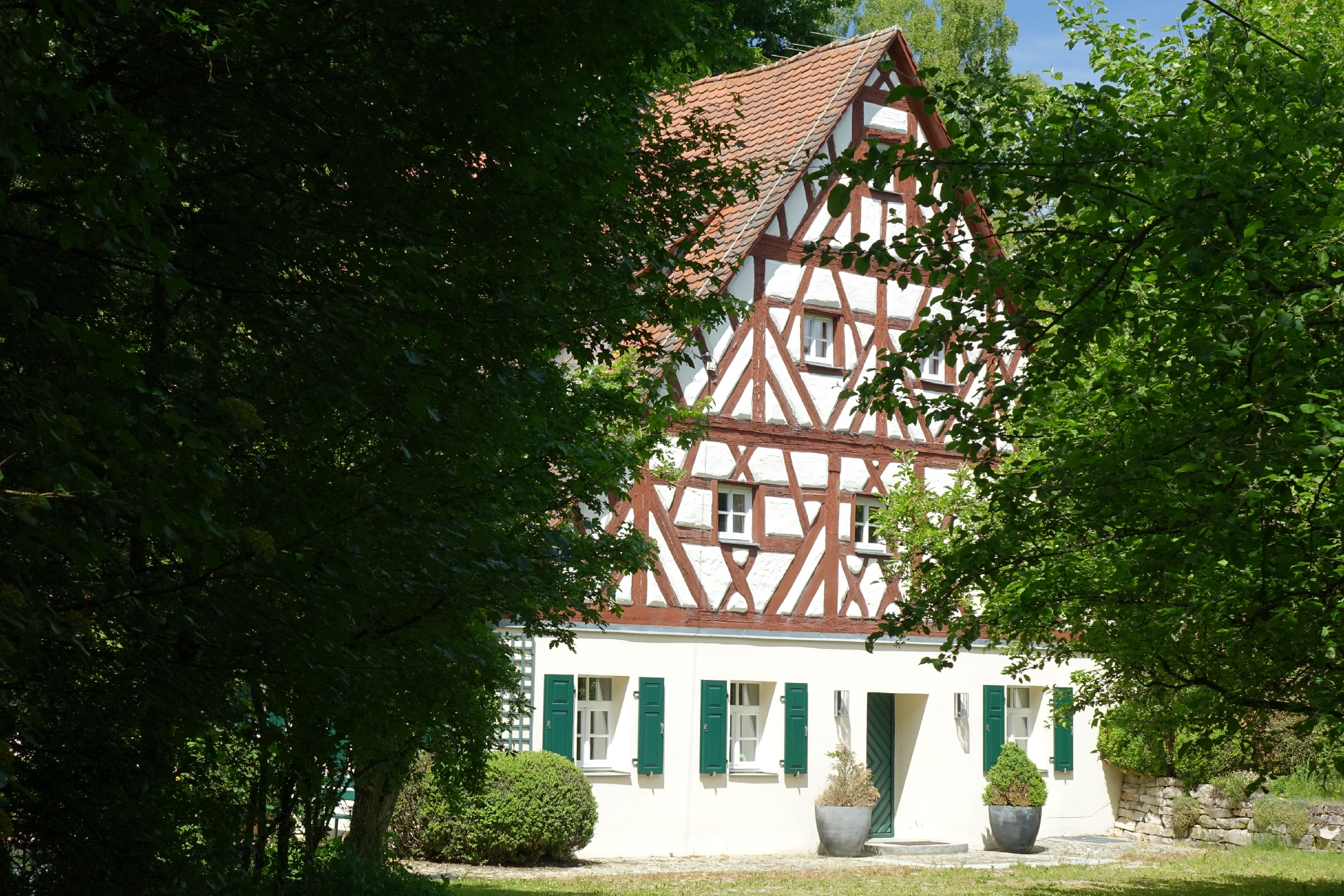
Denkmalgeschütztes ehemaliges Wohnstallhaus in der Ortsmitte